# Петуорт-хаус
Петворт-хаус (англ. Petworth House; Петворт, Західний Сассекс, Англія) — пізній палац XVII століття, перебудований у 1688 році Чарльзом Сеймуром, 6-й герцогом Сомерсетським, та видозмінений у 1870 Ентоні Салвіном. Місце забудови було до цього зайняте укріпленою садибою каплиці XIII століття, заснованою Анрі де Персі, крипта якої збереглася на сьогодні. Протягом останніх 250 років власниками палацу є барони Віндеми. У 1947 році відкрився музей в Петворт-хаусі.

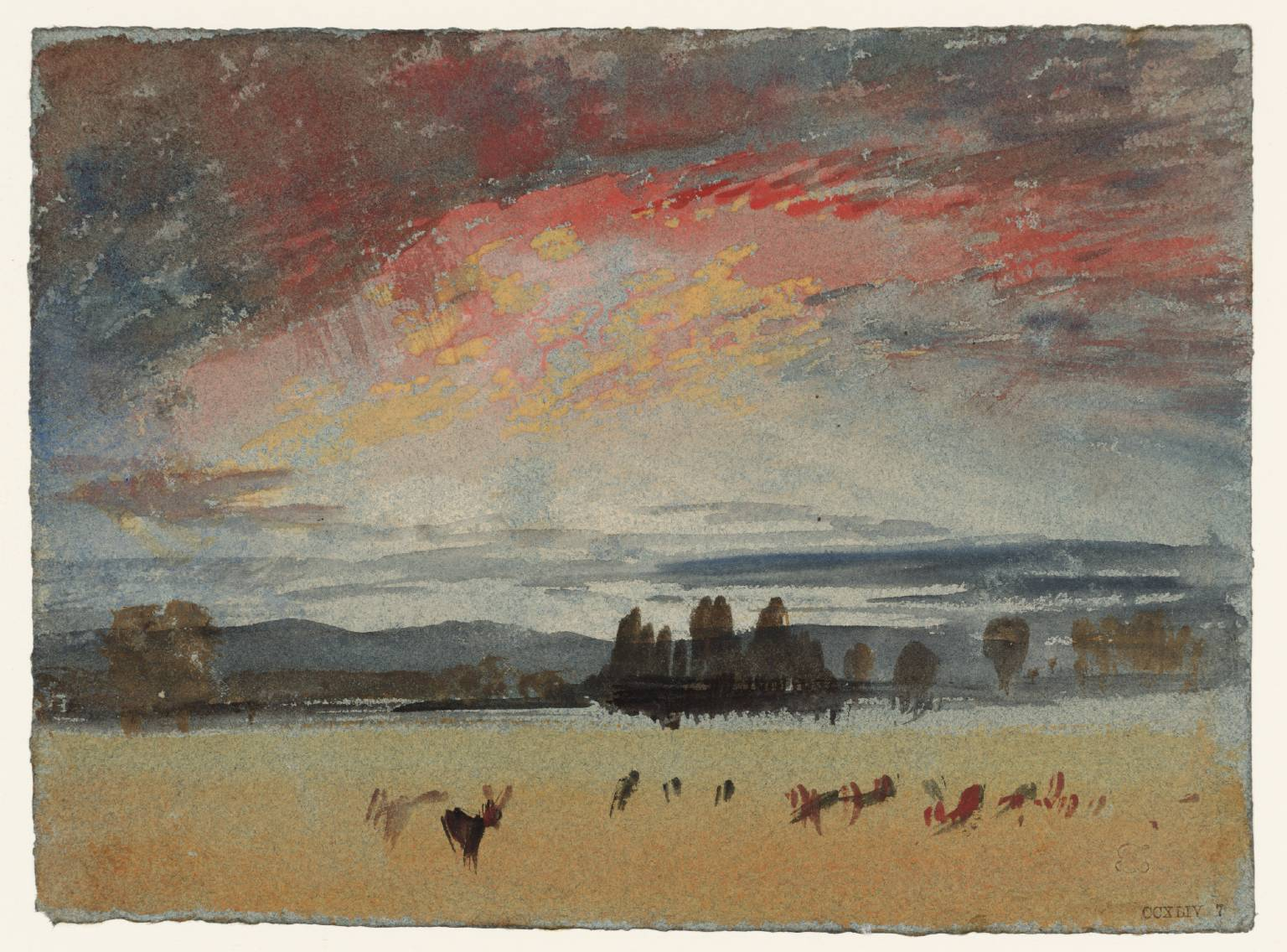
Лані в Петворт-парку,Вільям Тернер, 1827

Сучасна будівля будинку має значну колекцію картин і скульптур, в тому числі 19 олійних картин Дж. М. У. Тернера (деякі належить сім'ї, узяті з Тейт Британії (Tate Britain)), який був частим відвідувачем Петуорта, картин Ван Дейка, різьблення Грінлінга Гіббонса та Бена Гармса, класичні та неокласичні скульптур (у тому числі Джона Флаксмана та Джона Едварда Карью) та настінні і настельні малюнки Луї Лагера. Є там також глобус Емері Молиньє, який вважається єдиним у світі у своєму первісному вигляді 1592 року.
Петворт-хаус розміщений посеред 283-гектарового (700 акрового) ландшафтного парк, відомий як Петворт-парк, який був розроблений «Умілим» Брауном. Парк є одним з найвідоміших в Англії, в основному за рахунок ряду картин, які створив Вільям Тернер. Він населений найбільшим стадом ланей в Англії. Поряд росте 12 гектарів (30 акрів) лісового саду, відомого як «Земля Насолоди» (Pleasure Ground).

## Примітки

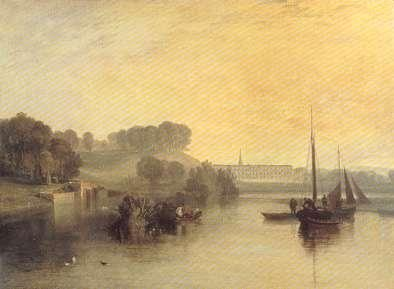
Вид на Петуорт-хаус вздовж озера в Петуорт-парку Вільям Тернер.